# Uhy
Uhy es un municipio en el distrito de Kladno, región de Bohemia Central, en la República Checa. En 2017 su población era 383 habitantes.

## Geografía
Uhy está unicada 6 km al noroeste del centro de Kralupy nad Vltavou, a 20 km al noreste de Kladno y a 27 km al noroeste de Praga.
Limitada con Chržín y Sazená al norte, con Nelahozeves al este y sur y con Velvary al suroeste y oeste.[cita requerida]

## Historia
La primera mención escrita de la ciudad data de 1318, en donde aparece como Hwhy. El nombre adoptó diferentes formas con el paso del tiempo: Huhy (1421), Uhy (1425), Uh (1495) y, nuevamente, Uhy (1575). En aquella época pertenecía al municipio de Tmaň.